# جوان شاولي
جوان شاولي (بالإنجليزية: Joan Shawlee) هي ممثلة أمريكية، ولدت في 5 مارس 1926 في الولايات المتحدة، وتوفيت في 22 مارس 1987 بهوليوود في الولايات المتحدة بسبب سرطان. بدأت مشوارها المهني سنة 1940.

## أعمال

### أفلام
- (1953) من هنا إلى الخلود
- (1959) البعض يفضلونها ساخنة
- (1960) الشقة
- (1963) إيرما لا دوس

### مسلسلات
- كولمبو

## وصلات خارجية
- جوان شاولي على موقع IMDb (الإنجليزية)
- جوان شاولي على موقع ألو سيني (الفرنسية)
- جوان شاولي على موقع أول موفي (الإنجليزية)
- جوان شاولي على موقع قاعدة بيانات الأفلام السويدية (السويدية)
- جوان شاولي على موقع إن إن دي بي (الإنجليزية)
- جوان شاولي على موقع قاعدة بيانات الفيلم (الإنجليزية)
- جوان شاولي على موقع كينوبويسك (الروسية)